# The Mister
The Mister è un romanzo del 2019 scritto da E. L. James. È il primo romanzo della James a non far parte della serie Cinquanta sfumature.

## Storia editoriale
E.L. James ha iniziato la stesura del libro in seguito alla pubblicazione di Darker. La storia, pensata come una reimmaginazione di Cenerentola in chiave moderna, è stata pubblicata il 16 aprile 2019.

## Trama
La vita di Maxim Trevelyan, ricco playboy, viene improvvisamente sconvolta dall'arrivo di due sorprese: l'eredità del titolo nobiliare della famiglia e l'amore per Alessia, giovane ragazza albanese, amante della cucina e della musica.